# Kapelle Oberfallenberg

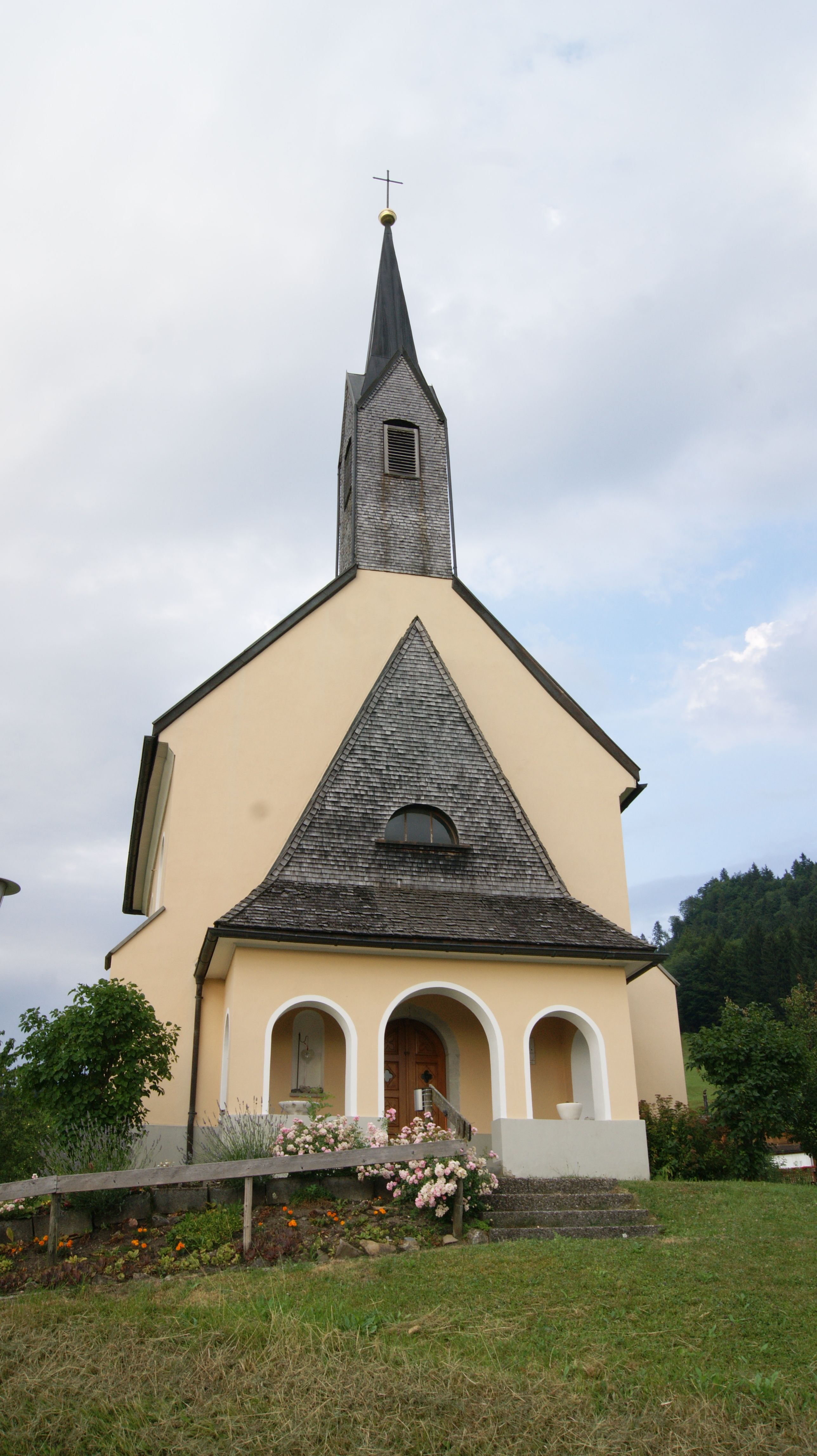
Kapelle in Oberfallenberg oberhalb von Dornbirn.

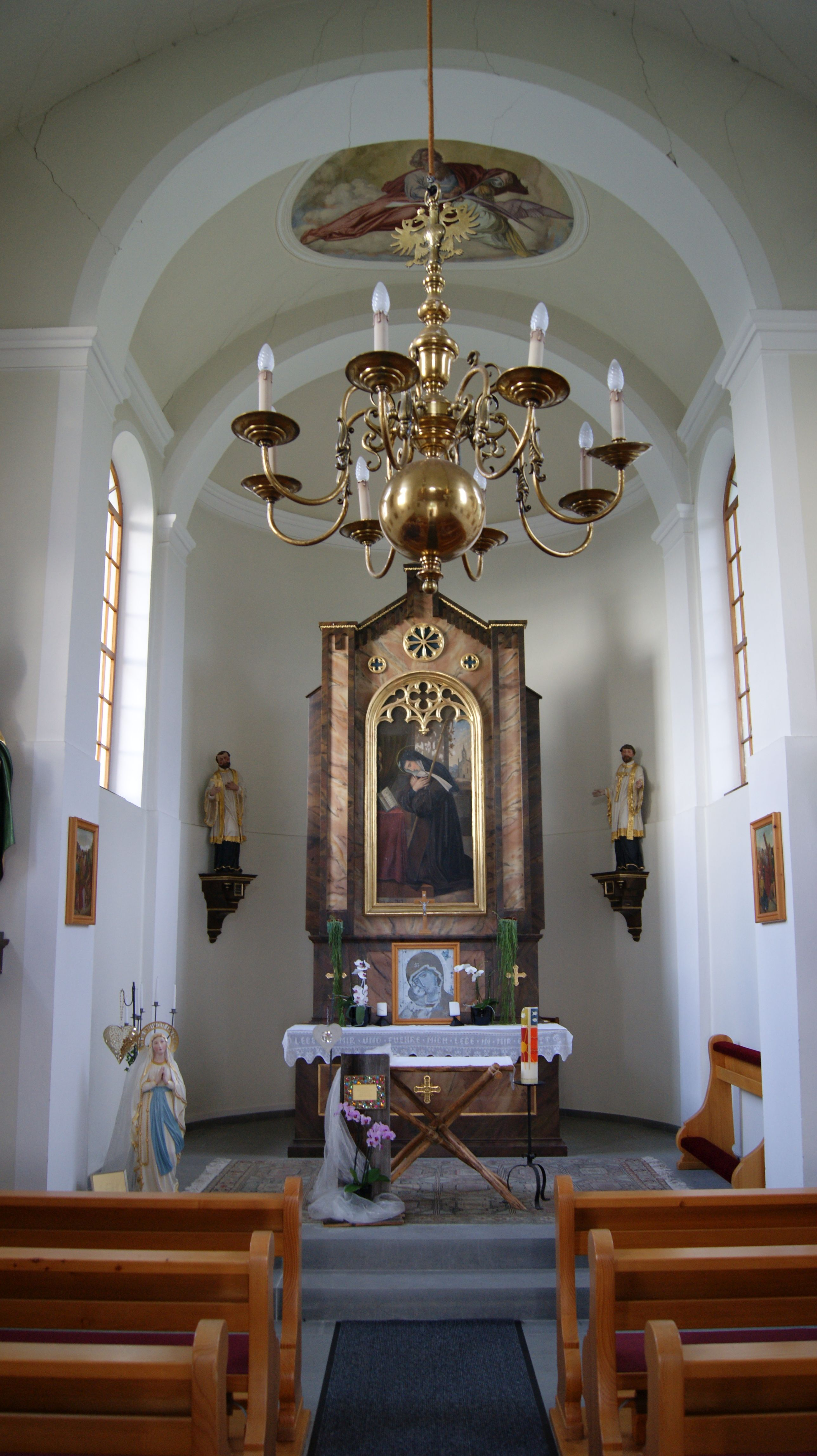
Innenraum der Kapelle

Die römisch-katholische Kapelle Oberfallenberg steht im Ortsteil Oberfallenberg der Gemeinde Dornbirn im Bezirk Dornbirn in Vorarlberg. Sie ist der hl. Ottilie geweiht und gehört zur Pfarrkirche Oberdorf und damit zum Dekanat Dornbirn in der Diözese Feldkirch. Das Bauwerk aus dem Jahr 1860 steht unter Denkmalschutz (Listeneintrag). Die Kapelle (739 m ü. A.) ist vom Stadtzentrum von Dornbirn etwa 2 km Luftlinie entfernt.

## Geschichte
Die Kapelle wurde vom Dornbirner Bürger und bekannten Weinhändler Matthäus Thurnher (* 28. August 1792; † 11. April 1878; siehe: Johannes Thurnher) gestiftet und um 1860 bis 1862 gebaut. Die Kapelle ist der Hl. Ottilie geweiht, diese wird als Schutzpatronin des Elsass und des Augenlichtes verehrt. Das Wasser vom Fallenberg galt früher bei Augenleiden als heilkräftig.
Die Kapelle wurde 1929, 1961, 1983–1984 renoviert. Im Februar 1990 wurde der alte Glockendachreiter durch den Orkan Vivian heruntergerissen und musste erneuert werden.

## Kirchenbau
Die Kapelle steht direkt an einem Teil der alten Bödelestraße  und wurde 1862 geweiht. Es handelt sich um einen Bau mit annähernd rechteckiger Grundform und Südwest/Nordost-Ausrichtung. Nordöstlich (Altar) sind die Außenwände abgerundet. Die kunstvolle Holztüre mit Sichtfenster in Kreuzform und der Glockendachreiter auf dem Satteldach mit viereckigen Spitzhelm befinden sich südwestlich. Das Satteldach ist mit Eternitdachschindeln gedeckt.
Der Betraum hat ein Tonnengewölbe und eine eingezogene Chorwand. In der Fassade befinden sich langgezogene Rundbogenfenster.

## Ausstattung
Die Kirchenbänke sind aus lackiertem Tannenholz und schlicht gehalten. Die Kreuzwegstationen sind kunstvolle kleine Gemälde mit Holzumrandung.
Die Kapelle hat einen imposanten Hochaltar mit dem Bilde der hl. Ottilie. Dieses Bild wurde von Johann Kaspar Rick gemalt. Vor dem Hochaltar steht ein schlichter Krüppelholzaltar, der von Dornbirner Pfadfindern anlässlich einer Hochzeit hergestellt wurde und seither in der Kapelle als Volksaltar dient. Neben dem eingezogenen Chorbogen sind zwei Statuen vom hl. Nikolaus von Myra (links) und dem hl. Konrad von Konstanz (rechts).
Neben dem Hauptaltar stehen zwei weitere Statuen. Links ist der hl. Franz Xaver und rechts der hl. Ignatius von Loyola dargestellt. Die Statuen sollen der Überlieferung nach aus der Stadtpfarrkirche St. Martin stammen.